# 羅索哈河
羅索哈河是俄羅斯的河流，屬於阿拉澤亞河的左支流，由薩哈共和國負責管轄，河道全長790公里，流域面積約27,300平方公里，發源自科雷馬低地。